# Orchestrella longipes
Espèce
Orchestrella longipes est une espèce d'araignées aranéomorphes de la famille des Sparassidae.

## Distribution
Cette espèce est endémique de Namibie.

## Publication originale
- Lawrence, 1965 : New and little known Arachnida from the Namib desert, Papers of the Namib Desert Research Station, vol. 27, p. 1-12.